# Pietro Carlo Guglielmi
Pietro Carlo Guglielmi (anche semplicemente Guglielmini) (Londra, 11 luglio 1772 – Napoli, 28 febbraio 1817) è stato un compositore italiano.

## Biografia
Figlio di Pietro Alessandro Guglielmi e fratello maggiore del tenore operistico Giacomo Guglielmi,  studiò a Loreto, visse a Londra tra il 1808 e il 1810 e fu Maestro di Cappella della Duchessa di Massa Carrara Maria Beatrice d'Este tra il 1814 e il 1816.

## Lavori

### Opere
- Dorval e Virginia (1795, Lisbona)
- Griselda (1795, Firenze)
- La sposa bisbetica (1797, Roma)
- I raggiri amorosi (1799, Roma)
- I due gemelli (1799, Roma)
- Dorval e Virginia [rev] (1800, Vienna)
- Gli amanti in cimento (1800, Napoli)
- Due nozze e un sol marito (1800, Firenze)
- La fiera (1801, Napoli)
- Le convenienze teatrali (1801, Palermo)
- La distruzione di Gerusalemme (1803, Napoli)
- La serva bizzarra; (Amor finto, amor vero, amor deluso; La cameriera astuta; I raggiri della serva; La serva raggiratrice) (1803, Napoli)
- Asteria e Teseo (1803, Teatro San Carlo di Napoli con Giovanni Battista Velluti e Gaetano Crivelli)
- Il naufragio fortunato (1804, Napoli)
- L'equivoco degli sposi (1804, Napoli); (Tre sposi per una; 1805, Vienna)
- La scelta dello sposo (1805, Venezia)
- Amor tutto vince (1805, Napoli); (La donna di più caratteri ossia Don Papirio)
- La vedova contrastata; (La vedova capricciosa; La donna di genio volubile; La vedova in contrasto; La scelta del matrimonio) (1805, Roma)
- La sposa del Tirolo (1806, Napoli)
- La guerra aperta, ossia Astuzia contro astuzia (1807, Roma); (La sommessa; 1809, Londra)
- Amori e gelosie tra congiunti (1807, Napoli)
- La cantatrice di spirito, rev. de La fiera (1807, Genova)
- Le nozze in campagna (1810, Napoli)
- Le due simili in una (1811, Napoli)
- Amalia e Carlo, ovvero L'arrivo della sposa (1812, Napoli)
- L'isola di Calipso, opera seria in 2 atti, libretto di Luigi Romanelli (1813, Teatro alla Scala di Milano)
- La presunzione corretta (1813, Teatro alla Scala di Milano)
- Ernesto e Palmira, libretto di Luigi Romanelli (1813, Teatro alla Scala di Milano)
- La moglie giudice del marito (1814, Milano)
- Amore assottiglia l'ingegno ossia Il tutore indiscreto (1814, Roma)
- Amore y innocencia (1815, Madrid)
- L'amore e dispetto (1816, Napoli)
- Paolo e Virginia (2 gennaio 1817, Teatro dei Fiorentini di Napoli con Isabella Colbran, Giuseppina Ronzi de Begnis, Giovanni David, Andrea Nozzari e Michele Benedetti)
- Il biglietto d'alloggio (1817, Crema)